# ナイデンシュタイン
ナイデンシュタイン (ドイツ語: Neidenstein) は、ドイツ連邦共和国バーデン＝ヴュルテンベルク州ライン＝ネッカー郡に属す町村（以下、本項では便宜上「町」と記述する）。この町は、ヴァイプシュタット自治体行政連合およびブルンネンレギオン観光地区に属す。

## 位置
ナイデンシュタインは、クライヒガウ丘陵と小オーデンヴァルトとの間、ネッカータール＝オーデンヴァルト自然公園内のシュヴァルツバッハ川の渓谷に位置する。近隣の大都市に、ジンスハイム(9km)、ハイデルベルク(27km)がある。
シュヴァルツバッハ川の数百m西側に張り出した尾根の北斜面にナイデンシュタイン城塞がある。この町は城下町として、その北側に設けられた。集落は地形上の制約から北西部に向かって拡大した。駅はシュヴァルツバッハ川の東堤からやや北に位置する。この付近には町のあらゆる産業が拠点を置いている。

### 隣接する市町村
西から時計回りに、エッシェルブロン、シュペヒバッハ、エッシェルブロン、ヘルムシュタット＝バーゲン、ヴァイプシュタットである。

## 歴史

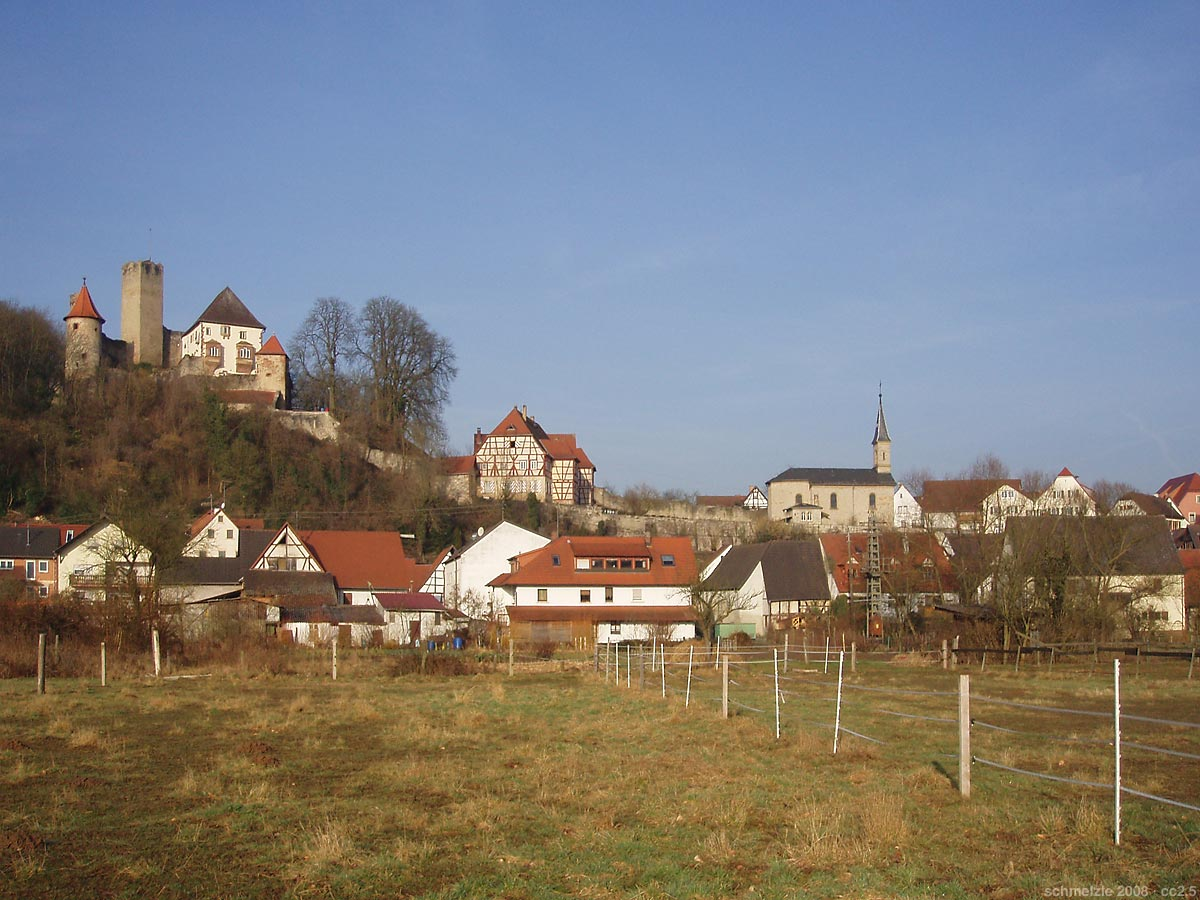
東側から見たナイデンシュタインの眺め

ナイデンシュタインにおける最も古い入植跡はローマ時代に遡り、その後おそらくフランク人の農場が設けられた。中世初期、現在の町の高台にあたる尾根にナイデンシュタイン城塞が築かれた。13世紀にこの城塞は防衛用の城郭として拡張され、1319年にフェンニンゲン家に与えられた帝国レーエンとして初めて記録された。城の周囲に集落ができ、城下町として発展した。19世紀末まで、ナイデンシュタインはフェンニンゲン家の世襲領に、したがってクライヒガウ騎士管区に属した。フェンニンゲン家のナイデンシュタイン家系は、ザイフリート（1395年没）とヨプスト（1410年没）の2人のドイツ騎士団員とバーゼル司教で大学創設者のハンス（1478年没）により確立された。このナイデンシュタイン家系は、1611年にオットー・ハインリヒ・フォン・フェンニンゲンを最後に断絶し、所領はヒルスバッハ家系に移された。1700年頃にプロテスタント教会が、1773年に町役場が建設された。1750年以降、開墾によりホーエン・ビュールが拡張された。
1806年に帝国騎士領や侯領の陪臣化がなされ、ナイデンシュタインは独立した自治体としてバーデン大公領に編入された。城郭施設は今日までフェンニンゲン家に残され、1897年から1903年に修復された。1862年にこの町に鉄道が通り、1902年に電気が通った。
1938年にこの町のシナゴーグは破壊された。1940年10月22日に「ヴァグナー＝ビュルケル・アクション」の枠組みに従い、ナイデンシュタインに最後まで留まった19人のユダヤ人がゲシュタポに逮捕され、ハイデルベルクに移送された。
1939年のナイデンシュタインの人口は749人であったが、1945年末には多くの難民や放逐民を受け容れたため980人と増加していた。1950年代の終わりまでには多くの中規模企業がこの町に拠点を構え、後に広い新興住宅地が設けられた。
1993年12月と1994年6月には、この町の低い部分を洪水が襲い、被害を受けた。

## 行政

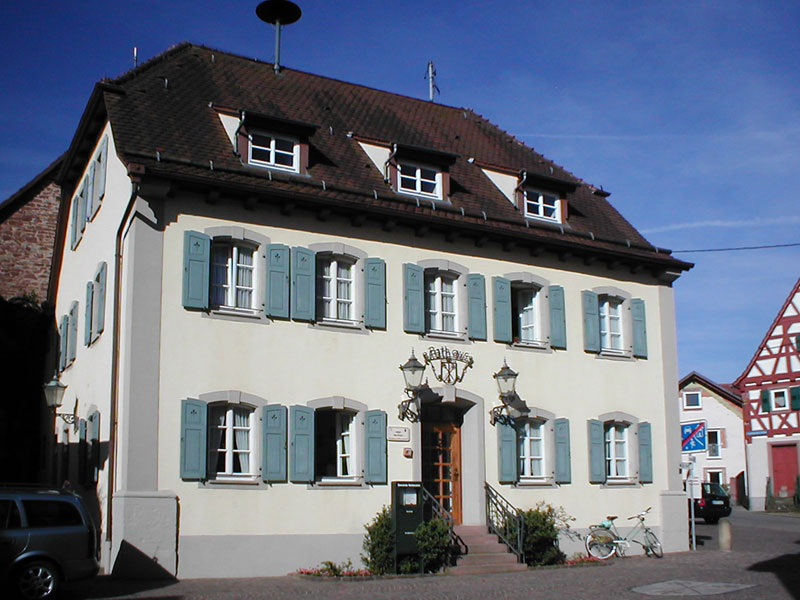
ナイデンシュタイン役場

### 議会
ナイデンシュタインの議会は、10議席からなり、その任期は5年である。

### 紋章
図柄: 銀地に中央で交差するユリ飾りがついた3本の杖。
この紋章は、フェンニンゲン家の家紋に由来する。家紋はユリ飾りが付いた2本の杖が交差するものである。これと混同しないように、ナイデンシュタインの紋章には杖がもう1本追加された。この紋章は1901年に認可された。

## 見所

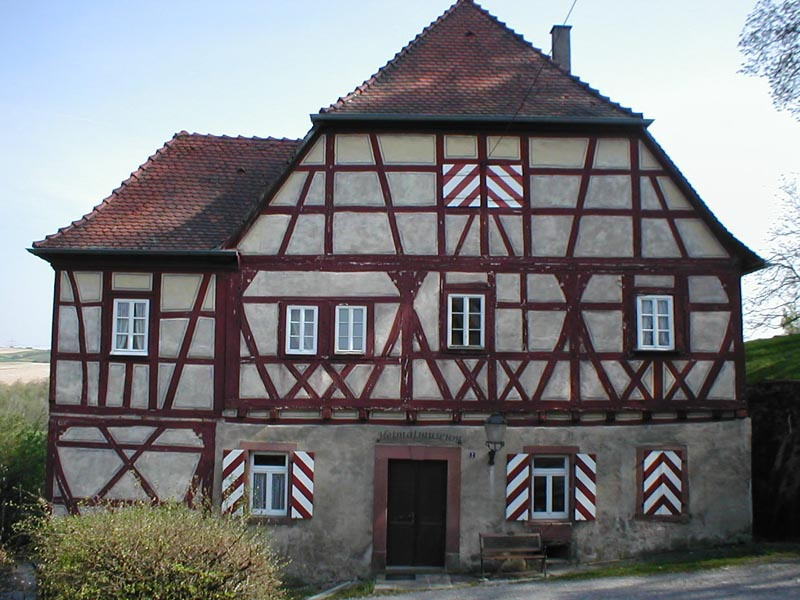
郷土博物館となっているナイデンシュタイン城の前城部にある歴史的木組み建築

### 建築
- 尾根に建つナイデンシュタイン城は主塔と堀、および前城として城門塔（1569年）と16世紀建造の2棟の印象的な木組み建築が遺されている。前城の木組み建築の一方は郷土博物館として用いられ、もう一方は1538年に建造されたルネサンス様式の八角形の塔を備えている。城の居住空間は住居として用いられている。
- 前城部分には、1880年建造のカトリック教会がある。同じ場所にあった先代の建物は15世紀に建てられたものであった。
- バロック様式のプロテスタント教会は1700年頃の建築（塔は1770年に完成した）で、15世紀から17世紀の墓碑がたくさん保存されている。1976年に修復がなされた。
- バロック様式の町役場は、1773年に造営され、1991年に改修された。
- 旧市街部には歴史的な木組み建築が遺されている。
- ブーフフェルト地区のヴィラ・ルスティカ（ローマ時代の農場跡）
- ユーゲントクラブ・ナイデンシュタイン

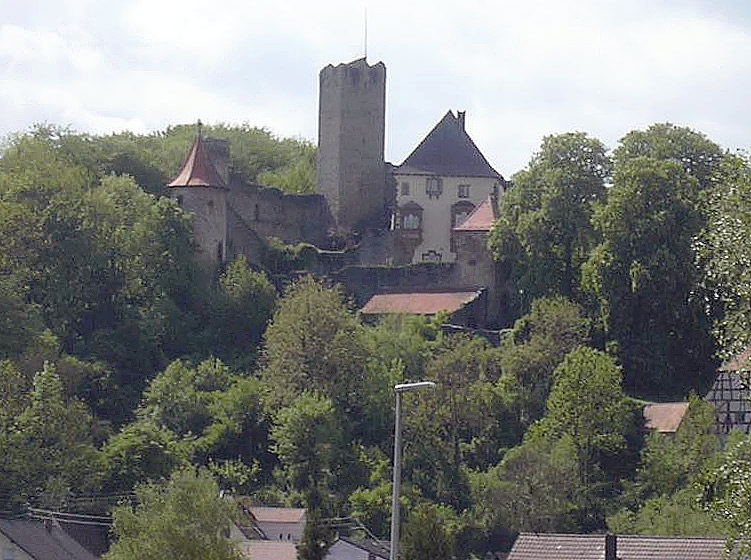
ナイデンシュタイン城
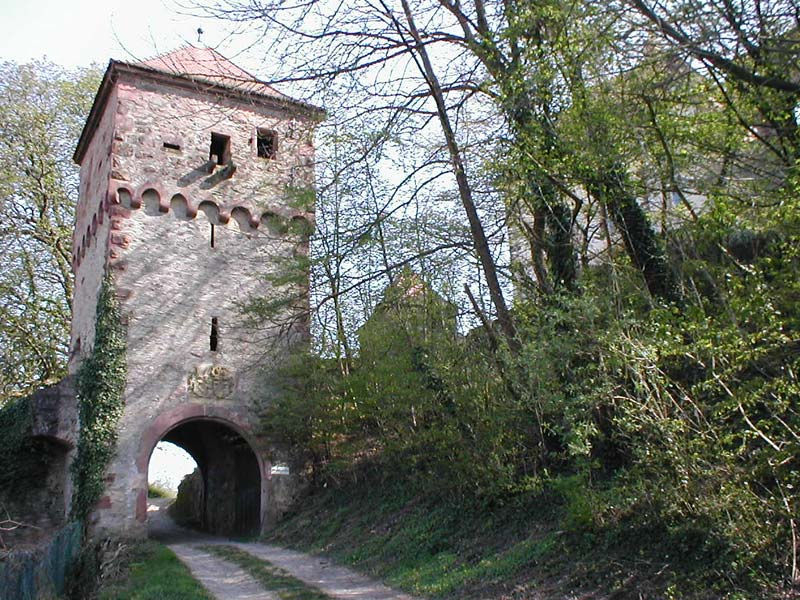
ナイデンシュタイン城城門塔
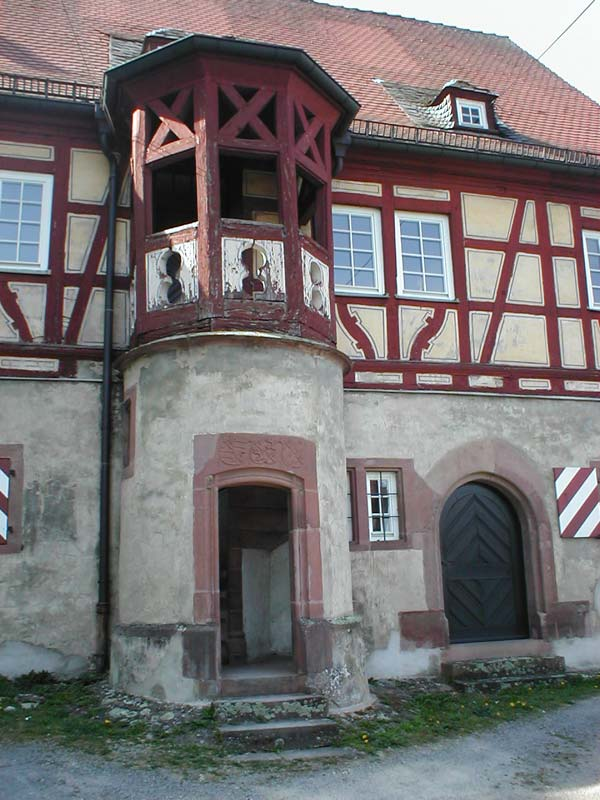
ナイデンシュタイン城前城の八角形の塔を持つ木組み建築
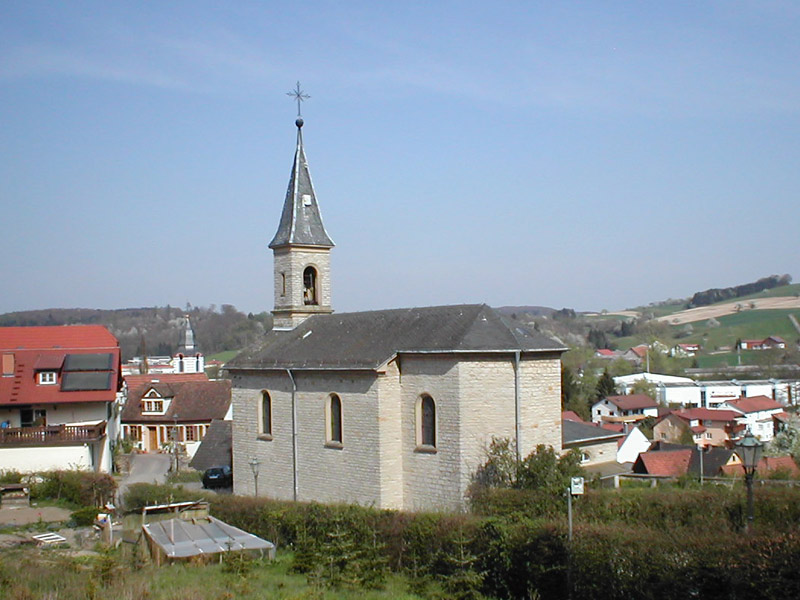
カトリック教会
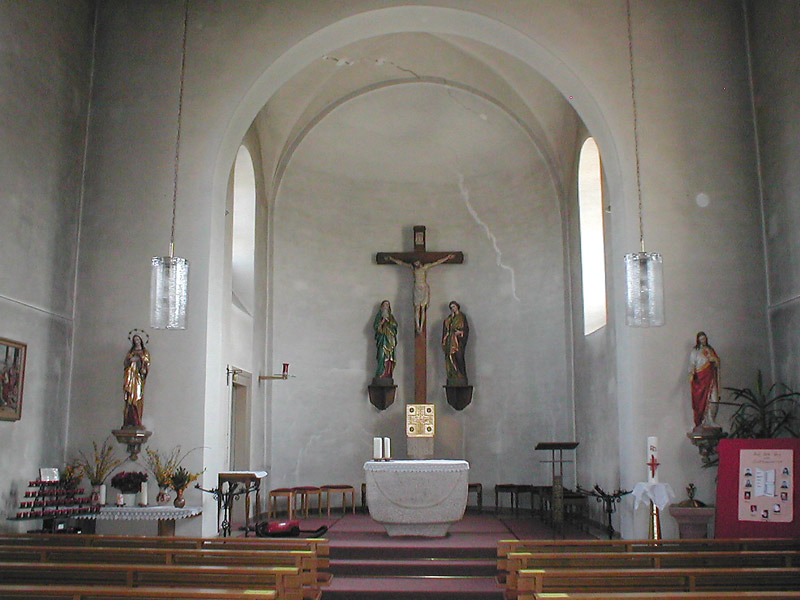
カトリック教会内部
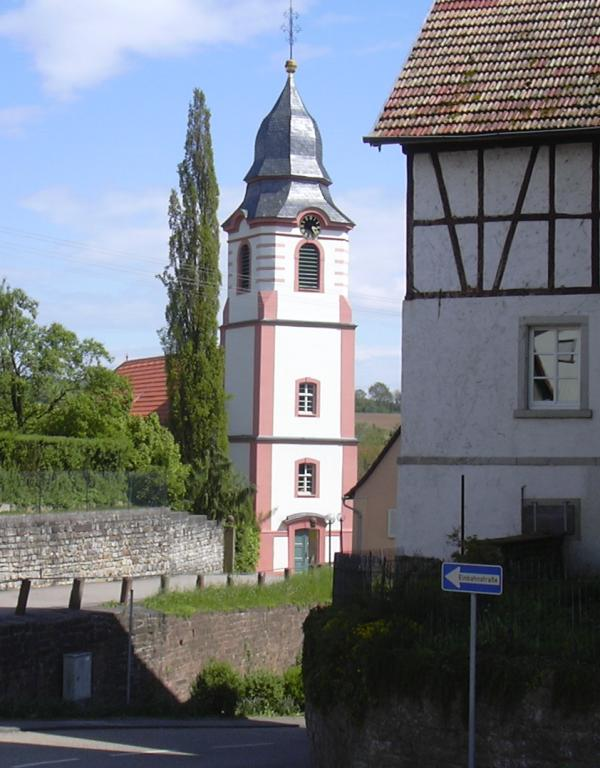
プロテスタント教会

### スポーツ
- ナイデンシュタイン周辺地域には、サイクリングロードや遊歩道がよく整備されている。

### 年中行事
- 旧市街祭: 城のイルミネーションや花火
- 教会堂開基祭: 教会での縁日

## 経済と社会資本

### 交通
ナイデンシュタインは、シュヴァルツバッハタール鉄道（メッケスハイム - アグラスターハウゼン）沿いに位置している。この路線は、エルゼンタール鉄道およびシュタインスフルト - エッピンゲン線とともに2009年までに電化され、ラインネッカーSバーン網に組み込まれる予定である。これによりハイデルベルクおよびマンハイムに乗り換えなしでアクセスできるようになる。

## 引用
1. ↑  Statistisches Landesamt Baden-Württemberg – Bevölkerung nach Nationalität und Geschlecht am 31. Dezember 2023 (CSV-Datei)